# Dâlja Mare, Hunedoara
Dâlja Mare este o localitate componentă a municipiului Petroșani din județul Hunedoara, Transilvania, România.